# David Wight
David Wight   (Londres, 28 de juliol de 1934 - 9 de novembre de 2017) fou un remer estatunidenc que va competir durant la dècada de 1950.
El 1956 va prendre part en els Jocs Olímpics d'Estiu de Melbourne, on guanyà la medalla d'or en la prova del vuit amb timoner del programa de rem.